# Sakkaträsket
Sakkaträsket är en sjö i Arjeplogs kommun i Lappland och ingår i Skellefteälvens huvudavrinningsområde. Sjön har en area på 2,42 kvadratkilometer och ligger 431 meter över havet.

## Delavrinningsområde
Sakkaträsket ingår i det delavrinningsområde (734100-159395) som SMHI kallar för Utloppet av Sakkaträsket. Medelhöjden är 461 meter över havet och ytan är 17,26 kvadratkilometer. Det finns inga avrinningsområden uppströms utan avrinningsområdet är högsta punkten. Vattendraget som avvattnar avrinningsområdet har biflödesordning 2, vilket innebär att vattnet flödar genom totalt 2 vattendrag innan det når havet efter 277 kilometer. Avrinningsområdet består mestadels av skog (76 procent). Avrinningsområdet har 3,26 kvadratkilometer vattenytor vilket ger det en sjöprocent på 18,9 procent.